# Anna Vertua Gentile

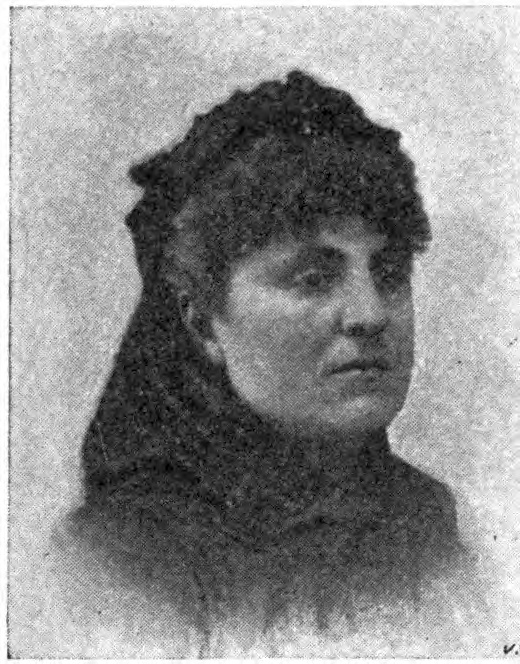
Anna Vertua Gentile nel 1898

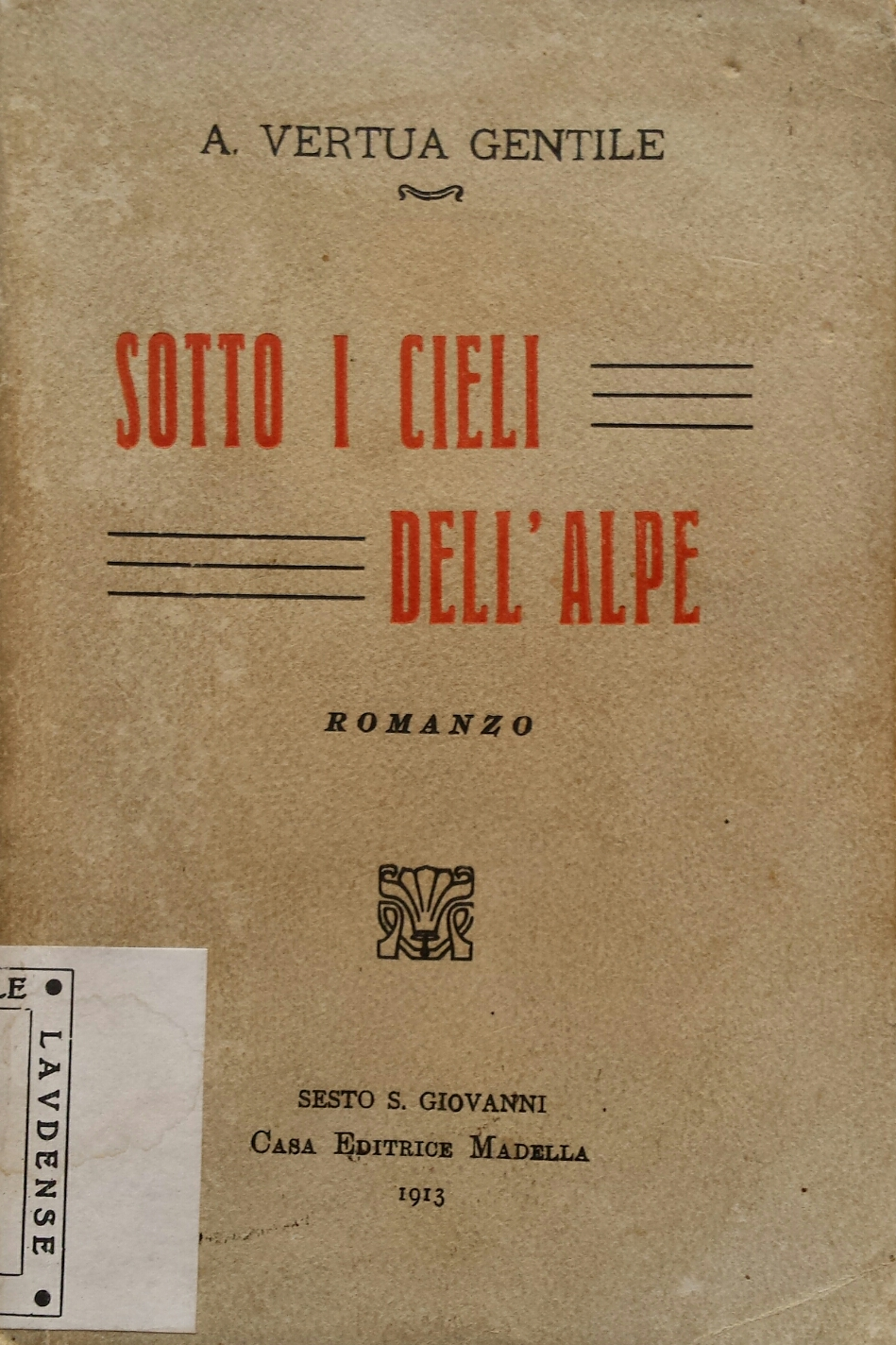
Copertina de "Sotto i cieli dell'Alpe", romanzo di Anna Vertua Gentile edito a Sesto San Giovanni 1913 casa editrice Mandella

Anna Vertua Gentile (Dongo, 30 maggio 1845 – Lodi, 23 novembre 1926) è stata una scrittrice italiana.

## Biografia
Figlia di Rocco e di Esther Polti, alla morte del padre avvenuta nel 1862 trovò impiego presso l'Istituto delle Dame inglesi di Vicenza. Incominciò a scrivere nel 1868: il suo primo lavoro conosciuto, firmato come Annetta Vertua, è Letture educative per fanciulle.
Il 19 ottobre 1872 sposò Iginio Gentile, allora docente di Storia antica nell'Università di Pavia; dalla loro unione nel 1874 nacque un figlio, Marco Tullio. Tra il 1874 e il 1893 scrisse una serie di racconti e opere teatrali brevi per bambini, che venivano recitate nei salotti di casa o interpretate con burattini. 
Divenuta scrittrice di professione dopo la morte del marito (nel 1893, seguita, nel 1912, da quella del figlio) ebbe una produzione feconda: fino al 1901 pubblicò oltre 150 titoli tra romanzi, soprattutto d'amore, novelle, scritti educativi e manuali di condotta quali Come devo comportarmi, L'arte di farsi amare dal marito, Per la mamma educatrice. Una delle sue opere, il Romanzo d'una signorina per bene è dedicato alla sorella Antonietta Vertua. 
Contribuì alle riviste Giornale della maestre e La donna di Gualberta Alaide Beccari e, nel 1907, prese parte a Milano al Congresso sui diritti femminili promosso dalle donne cattoliche e socialiste. Dal 1905 al 1906 diresse La fanciullezza italiana, un quindicinale edito a Milano da Angelo Solmi, in cui pubblicava racconti e consigli di comportamento.  Per le sue pubblicazioni venne definita come la figlia d'un ideale matrimonio tra Edmondo De Amicis (Cuore) e Louisa May Alcott (Piccole donne). I suoi scritti, pur intrisi di sentimentalismo e precetti morali, non furono privi di richiami all'indipendenza femminile. 

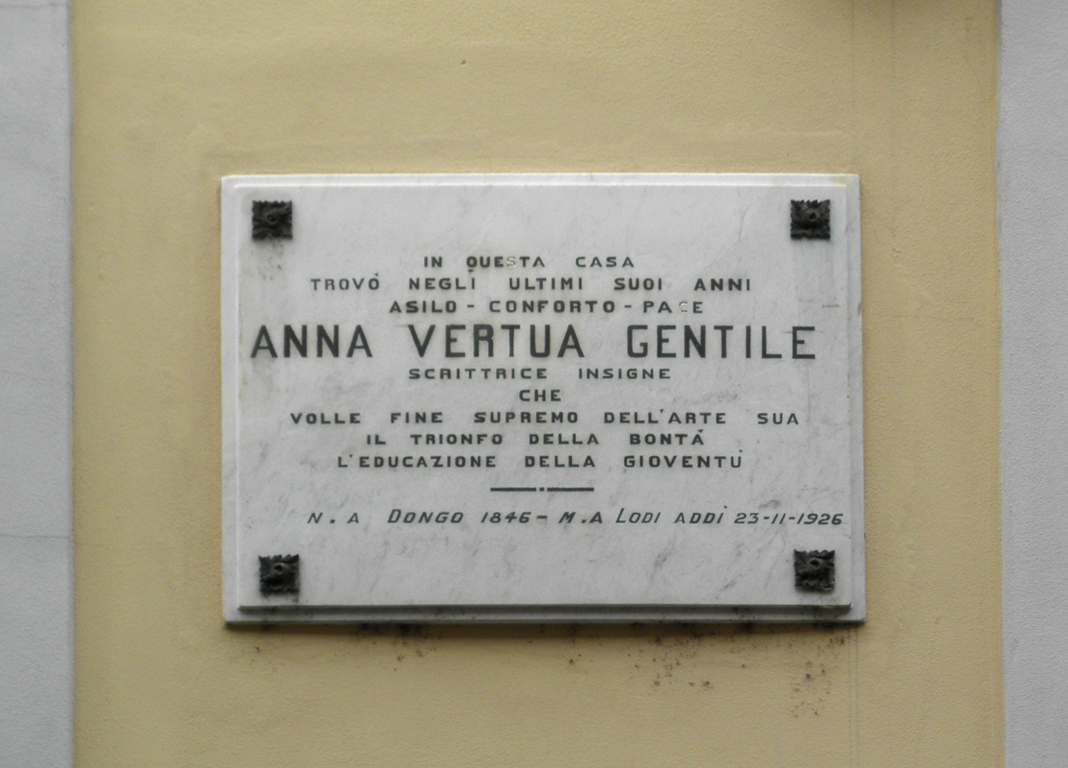
La targa dedicata a Anna Vertua Gentile affissa sulla facciata dell'istituto Santa Savina, in via De Lemene, a Lodi, dove morì

Morì presso l'Istituto Santa Savina a Lodi, dove si ritirò nel 1923. Sulla facciata esterna dell'edificio, in via De Lemene, è stata affissa una targa: 

## Opere
- L' arte di farsi amare dal marito: consigli alle giovani spose, Milano. G. Gnocchi Editore, 1889
- Istruzioni in famiglia. Scritti educativi per giovinette, Milano, Hoepli, 1891
- In Collegio. Letture per giovinette, Milano, Galli, 1896
- Romanzo d'una signorina per bene, Milano, Paolo carrara editore, 1897.
- Da un Natale a l'altro, Milano, Libreria Editrice Galli 1897
- Cinematografo. Commedia in 2 atti per fanciulle, Torino, G.B. Paravia e C. (figli di I. Vigliardi-Paravia), 1898
- Come devo comportarmi?, Milano, Hoepli, 1899
- Fantasiosa, Catania : Niccolò Giannotta Tip. Edit., 1901
- Lulù, Lanciano : R. Carabba, Tip. Edit., 1901
- Voce materna. Consigli ed esempi alle madri e alle giovanette, Milano, Hoepli, 1903
- Pippetto, Lanciano : R. Carabba Tip. Edit., 1904
- Angelita, Torino, Paravia, 1905
- Sotto i cieli dell'Alpe, Sesto San Giovanni, Casa editrice Madella, 1913
- Giorgietta e Silvia, romanzo, Sesto San Giovanni, Casa editrice Madella, 1913
- La triste fine, racconto pubblicato in Sotto i cieli dell'Alpe, Sesto San Giovanni, Casa editrice Madella, 1913
- La storia di una bambola, Milano, Hoepli
- Per la mamma educatrice, Milano, De Mohr & C.
- Albertina. Romanzo, Sesto S. Giovanni, Casa editrice Madella, 1913.
- La Voce dell'Esperienza. Libro per le Signorine, Piacenza, L'Arte Bodoniana, 1915
- Bucaneve. Romanzo, Sesto S. Giovanni, Casa editrice Madella, 1916.
- Di sopra i tetti. Edizione riveduta e corretta dall'autrice., Milano, Attilio Barion editore, 1919.
- Ida attrice, Milano, Barion, 1919
- Ulrica, Sesto San Giovanni, A. Barion, 1928

## Intitolazioni
- La città di Codogno le ha intitolato nel 1931 la scuola elementare
- La Biblioteca civica popolare Luigi Ricca di Codogno le ha dedicato un premio letterario di narrativa, ora biennale
- Il Comune di Lodi ha affisso una targa commemorativa sulla facciata esterna dell'Istituto Santa Savina di via De Lemene, dove morì